# Задоян, Давид Мнацаканович
Дави́д Мнацака́нович Задоя́н (арм. Դավիթ Զադոյան; 12 января 1949, Арарат, Араратский район, СССР — 6 апреля 2015, Армения) — армянский партийный и государственный деятель.

## Карьера
- 1968—1969 —  заведующий орготделом Араратского райкома комсомола.
- 1970—1975 — Ереванский политехнический институт. Инженер электронной техники.
- 1975—1981 —   секретарь ЛКСМ Ереванского политехнического института, заведующим лабораторией кафедры полупроводников и микроэлектроники.
- 1981—1987 — заместитель директора по учебно-воспитательной работе Араратского индустриально-технологического техникума.
- 1987—1991 — директор комбината строительных материалов Араратского треста «Араратшин», заместитель управляющего трестом.
- 1991—1993 — председатель исполкома Араратского райсовета.
- 1993—1995 — министр продовольствия и заготовок Армении.
- 1995—1999 — депутат парламента. Член постоянной комиссии по финансово-кредитным, бюджетным и экономическим вопросам. Беспартийный.
- 1996—1998 — марзпет (губернатор) Араратского марза.
- 1998—1999 — министр территориального управления Армении. Член совета «РПА» (с 1999).
- 1999—2000 — министр энергетики Армении.
- 2000—2002 — министр-координатор деятельности производственных инфраструктур Армении.
- 2002—2003 — министр сельского хозяйства Армении.

Скончался после продолжительной болезни 6 апреля 2015 года.